# 小港李家
小港李家，是原上海滩著名金融资本家族，宁波商帮和江浙财团的著名家族。当沙船业兴起之时，小港李家曾一度垄断上海的沙船业。小港李家经营遍布多种行业，包括航运业、钱庄业（后演变为银行业）、制造业、地产等。

## 历史
小港李家源自浙江省宁波市镇海县，“小港”是当地地名。后来行政区划变更之后，小港李家的发源地位于今宁波市北仑区。

## 家族代表人物
小港李家自清朝末年至今已经历六代。

### 首代
- 李也亭（1807年—1868年）：生于宁波镇海县，学徒出身，上海沙船业和钱业巨擘。

### 二代
- 李梅堂：李也亭子。上海房产巨商。
- 李听涛：李也亭侄子。上海房产巨商。
  - 曾在上海自辟马路，命名为“地丰路”（今上海乌鲁木齐北路）和“李诵清堂路”（今上海陕西北路、江宁路、西康路、新闸路、武定路、安远路、长寿路等处）。

### 三代
小港李家第三代与同盟会关系密切，积极支持并参加了辛亥革命，是孙中山的密友。小港李家与柏墅方家通婚。
- 李詠裳（1860年-1953年）：谱名厚垣，字永祥[2]。曾创办上海中华劝工银行，任董事长。曾任四川银行董事长，中华商业银行董事。
- 李云书（1867年—1935年）：谱名厚祐，上海巨商，同盟会元老，辛亥革命功臣。曾任上海总商会会长。李善祥二哥。
  - 是中国日化大王方液仙的舅父（李云书之妹嫁于方液仙之父方选青）。[3]
- 李薇庄（1873年—1913年）：谱名厚礽[4]，同盟会元老，辛亥革命功臣。
  - 大清三品花翎衔江苏候补知府。[5]
- 李徵五（1875年—1933年）：谱名厚禧，字征五，娶晚清大臣王文韶女。[6]上海滩最早的“大亨”，青帮大佬（“天”字辈）。同盟会元老，辛亥革命功臣。曾任上海军政府市政厅长。
  - 娶晚清大臣王文韶之女。[5]
- 李善祥（1880年—1954年）：投奔新四军。革命家、实业家。
  - 小女儿李幼兰（又名李又兰）嫁与张爱萍（中华人民共和国国防部部长）。[7]
    - 长子张翔，二炮副司令
    - 次子张胜，总参作战部副部长

### 四代
小港李家多有留学欧洲美国的经历。
- 李祖法：李云书之子。
  - 初娶民国著名演员唐瑛。1937年，二人因性格不合离婚，时唐27岁。后唐改嫁熊氏（北洋政府总理熊希龄七子）。[8][9]
- 李祖恩（1890年—1937年）：毕业于英国伦敦政治经济学院。北洋政府官僚、实业家。历任邮传部主事、财政部库藏司司长、印刷局局长、币制局主事等职。
- 李祖永（1903年—1959年）：毕业于美国马萨诸塞大学阿默斯特分校（旧译阿姆斯特大学）。实业家、电影事业家，创办香港永华影业公司，拍摄《清宫秘史》等名影片。
- 李祖贤（1894年—1981年）：毕业于美国伦斯勒理工学院。建筑师，曾任广东省政协委员、黄石市政协主席。
- 李祖冰（1910年－2002年），李云书11子：民国政治人物、台湾企业家。

坤四房“祖”字辈：
- 李祖韩：中国化学工业社董事长。
- 李祖夔：上海县知事兼沪海道尹，大众火柴公司董事长，华安银行常务董事。
- 李祖模：山东胶济铁路会计处处长，青岛太平洋保险公司经理。
- 李祖桐：执业会计师。
- 李祖元：天一保险公司副经理；华成保险总公司襄理。
- 李祖敏：小港李家坤房老四房的老六。
  - 娶民国著名名媛严仁美。严仁出自费市严家，曾祖严筱舫，祖父严子均，父亲严智多，母亲刘承毅（刘为浙江湖州南浔镇“四象”之首小莲庄刘镛孙女）。[10]
- 李祖莱：上海中国银行副总经理，香港瑞士洋行经理。
  - 子李名邺，娶蔡氏（蔡声白之女）。
- 李秋君（1899年—1971年）：画家，中国女子书画会主席。

### 五代
- 李名觉（1930年—2020年）：毕业于美国耶鲁大学。美国导演、舞台设计家。曾获里根总统颁发之“国家艺术奖章”（National Medal of Arts），为美国艺术界最高荣誉。
- 李名仪（John Ming-Yee Lee，1938年—）：美国著名建筑师。
- 李名立（1932年—）：毕业于美国麻省理工学院。美国西屋电气总工程师。核工程专家。
- 李名强：上海音乐学院前副院长。
- 李爱维：瑞士画家。
- 李名弘：美国脑科医生。
- 李名麟：加拿大北方电讯公司亚州公司董事总经理。
- 李名信：美国建筑师。
- 李名成：李祖冰长子，美国圣塔克拉瑞大学机械科硕士，美国GE机械工程师。
- 李名功：李祖冰次子，美国休士顿以勒教会主任牧师。美国威士康辛大学化工博士，曾任美国Shell石油公司工程师。
- 李爱维：李祖熏之女，瑞士画家。

### 六代
- 李维忍：李名觉的长子。美国作曲家。

## 纪念
- 今浙江省宁波市北仑区乾坤亭，张爱萍将军手书。

## 相关家族
- 镇海方氏家族
- 费市严家